# Трипільська Єлизавета Романівна
Єлизаве́та Рома́нівна (Родіо́нівна, Ілларіо́нівна) Трипі́льська (19 листопада (1 грудня) 1881, Довжик — 1958, Баку) — українська скульпторка. У творчості переважала українська тематика: «Селянин», «Водяник» (1904–1909), працювала у галузі кераміки. Мала значні успіхи й визнання серед громадськості України, Азербайджану й Туркменістану.
Авторка постамента до пам'ятника Катерині ІІ у Катеринославі (1914), пам'ятників Леніну у Баку (1927), 26 бакинським комісарам (Баку, 1923), будівель російсько-перського ярмарку (Баку, 1928), Театру юного глядача (Баку), кінотеатру імені Нізамі (Баку) та інших.

## Життєпис

Родина Трипільських. Сидять Дмитро (брат), Родіон Павлович (батько), Марія Феліксовна (мати). Стоять праворуч Сергій (брат), Єлизавета, Микола (брат), Володимир (брат), ліворуч — Сергій Гернгросс

Народилася в 19 листопада (1 грудня) 1881 Довжику в заможній поміщицькій родині.
1896 року мисткиня зі срібною медаллю закінчила училище в Полтаві. Далі здобувала початкову професійно-художню освіту в Полтавському інституті шляхетних дівчат. Її вчителем був Василь Волков. Дядьком Єлизавети був відомий український пейзажист Михайло Холодовський (1855—1926 рр..). У Волкова Трипільська отримала початкову професійно-художню освіту. З 1897 року продовжила вивчати мистецтво пластики у скульпторів: Леоніда Шервуда, Володимира Беклемішева, Роберта Баха, графіка Дмитра Кардовського. В Петербурзькій художній школі Товариства заохочення художників; у графіків А. Ціонглінського, Д. Кардовського. Трипільська планувала виливання своїх скульптур на базі Миргородської художньо-промислової школи. Вона була спадкоємицею великих маєтків, і, можливо, як тоді було прийнято, входила до опікунської ради.
1903 року Трипільська взяла участь у художній виставці в Полтаві. Через кілька років від'їздила в Париж. Там продовжила навчатися в митців Н. Аронсона і В'єжаля, де вивчала мистецтво обробки мармуру. Після повернення, Єлизавета Трипільська у 1907 році створила модель дівчини-українки і красеня-водяного для фонтану перед будівлею Полтавського земства.
1911 року взяла участь у весняній виставці в Петербурзькій академії мистецтв з твором «Голівка дитини» (1910 рік, мармур) і в четвертій виставці українських художників з глиняними скульптурами «Засоромилась», «Паніматка», «Дядько Кривоніс».
1918 року твори Трипільської експонуються на Першій виставці Товариства діячів українського пластичного мистецтва в Києві. У 1920-х роках Трипільська відряджена ВХУТЕІНом до Баку. Стажування поєднувала з навчанням у Вищому художньо-технічному інституті, відкритому в Петербурзі 1922 року на базі Академії мистецтв.
Шахові фігури на тему Сільське господарство: Король — мініатюрна тригранна стела з рельєфними зображеннями тракториста, колгоспного механізатора біля молотарки, ланцюгової передачі і колоса пшениці. Висота — 8,7 см. Пішак — скомпанована з реторти, колби і книги з формулою кислотно-азотного добрива і символізує хімізацію сільського господарства. Висота — 3,8 см.
Шахові фігури на тему Індустріалізація: король — мініатюрна тригранна стела з рельєфними зображеннями сталевара біля доменної печі, верстатобудування в цеху, інженера в лабораторії. Висота — 7,8 см. Пішак — фігура скомпонована з лампочки, шматка вугілля і дроту і символізує електрифікацію народного господарства. Висота — 3,8 см. Знаходяться в збірках Всеросійського музею декоративно-прикладного мистецтва.
З 1922-го Трипільська вже постійно проживає в столиці Азербайджану, де виконує барельєфи і горельєфи «Землеробство», «Музика», «Прометей», «Наука» для столичних інтер'єрів Академії Наук Азербайджанської РСР; фігуру робітника до пам'ятника 26-ти Бакинських комісарів у Баку (1923 р., не зберігся). Була автором моделі пам'ятника В. І. Леніну (бронза, кераміка), встановленого у 1927 році в Ашхабаді, столиці Туркменської РСР. У 1927 році Трипільська, будучи ще студенткою ВХУТЕІНу, виконала для Ломоносовського фарфорового заводу декілька скульптур: «Східна жінка», «Афганка» («Східна жінка, закутана в чадру» і «Східна жінка, що знімає чадру»), «Східний носильник (Амбал)».
Упродовж 1928—1933 років Трипільська працювала на Дмитрівському порцеляновому заводі у Вербіках, де створила «Туркменські шахи», один примірник яких Радянський уряд подарував президентові Франкліну Рузвельту.
З участю Трипільської тут було створено близько 30 зразків розпису чайного посуду, які відображали революційні події і нову побутову культуру радянської епохи (переважали зображення робітниць в хустках, робітників з молотом, тракторів, верстатів). Торговельні організації відмовлялися замовляти посуд з таким оформленням. Однак завдяки цим скульптурам Трипільська стала відома на весь колишній Радянський Союз.
З 1928 року вступила до Спілки художників Азербайджану, творила в руслі соцреалізму. Виконувала бюсти офіційних діячів, твір «Перемога» (1949 р.). У Росії твори Трипільської зберігаються в Державному російському музеї, Всеросійському музеї декоративно-прикладного та народного мистецтва, музеї Дмитрівського фарфорового заводу.
Померла Єлизавета Трипільська в Баку у 1958 році. Невідомо, де знаходиться могила видатної зіньківчанки, і чи залишилися у неї спадкоємці.

## Творчий доробок
Єлизавета Трипільська почала активно творити з 1903 року. Ліпила скульптури в своїй майстерні, а позували їй сільські дівчата та жінки. Упродовж 1904—1909 років використовувала різні матеріали. У цей час створені «Портрет хлопчика» в 1908 р. (мармур, експонувалася на Весняній виставці в Петербурзі), анімалістична скульптура погруддя — «Дядько Кривоніс», «Селяни», «Цокотуха» (остання отримала премію імені А. Куїнджі). Також займалася вишивкою. Вишивала не тільки сама, а залучала до цього багатьох жінок. За вишивки розраховувалась грішми. Організовувала для сільських дітей Різдвяні свята з ялинкою, подарунками та іграми. Ялинку прикрашала солодощами та гаманцями з грішми, які сама шила і оздоблювала вишивкою. Гіпсовий етюд «Свиня» і бронзова статуетка «Англійський хорт» (1910) вперше виставлені на третій виставці картин групи художників в Києві у 1910.
Вже в наступному році Трипільська дебютує на весняній виставці в Петербурзькій академії мистецтв з «Голівкою дитини» (1910, мармур) і на четвертій виставці українських художників зі скульптурами з глини «Засоромилась», «Паніматка», «Дядько Кривоніс». Ці скульптури стали справжніми подіями мистецького життя України того часу. У цей час Трипільська живе у власному маєтку в Зінькові. Саме тут вона створила в січні 1912 року свої скульптури «Осетин» (гіпс), «Панна» (гіпс) і «Селянин» (глина).
У 1914 році Трипільська створила модель п'єдесталу для пам'ятника Катерині II в Катеринославі.
У 1916—1917 роках з'явились бронзові скульптури «Билиночка», «Жартує», «Катерина». У 1918 році створила майолікову групу «На ярмарку». Тоді ж художниця захоплюватися майолікою. Опішнянські гончарі за її ескізами створювали фігурки «Українське весілля». У цьому ж році твори Трипільської експонуються на Першій виставці Товариства діячів українського пластичного мистецтва в Києві. У 1918 гончарі Опішні за її ескізами створюють фігурки «Українське весілля», які потім увійшли в історію вітчизняної керамології.
У 1920-х створила скульптурний портрет директора Катеринославського краєвого музею історика запорозького козацтва академіка Дмитра Яворницького. Після переїзду до Боку Єлизавета Романівна створила барельєфи і горельєфи «Рільництво», «Музика», «Прометей», «Наука», модель пам'ятника Леніну, який було встановлено 1927 року в Ашхабаті.